# Uaboe
Uaboe (o Waboe) és un districte de Nauru (república insular d'Oceania situada a la part meridional de l'oceà Pacífic).
Està ubicat al nord-oest de l'illa, amb una superfície de 0,8 km² i una població de 330 habitants.
En aquest districte es troba el Nauru Local Government Council lands office.